# Vekunta maculata
Vekunta maculata är en insektsart som beskrevs av Matsumura 1914. Vekunta maculata ingår i släktet Vekunta och familjen Derbidae. Inga underarter finns listade i Catalogue of Life.